# Nemzeti Alternatíva Mozgalom
A Nemzeti Alternatíva Mozgalom (románul: Mișcarea Alternativa Națională, oroszul: Национальное Альтернативное Движение) egy 2021-ben alapított, Európa-párti, szociáldemokrata párt a Moldovai Köztársaságban. A párt vezetője Ion Ceban, Kisjenő polgármestere.

## Története
A pártot Ion Ceban alapította 2021 december 21-én, miután kilépett a Moldovai Köztársaság Szocialistáinak Pártjából. 2022. december 21-én tartották a párt alapító kongresszusát. Ceban hivatalosan 2023 január 17-én jegyezte be a pártot.

## Fordítás
Ez a szócikk részben vagy egészben  a   National Alternative Movement című angol Wikipédia-szócikk ezen változatának fordításán alapul.  Az eredeti cikk szerkesztőit annak laptörténete sorolja fel. Ez a jelzés csupán a megfogalmazás eredetét és a szerzői jogokat jelzi, nem szolgál a cikkben szereplő információk forrásmegjelöléseként.